# Sardoá
Sardoá é um município brasileiro do estado de Minas Gerais inserido no Vale do Rio Doce. Sua população recenseada em 2022 era de 5 104 habitantes.

## História
Inicialmente com o nome de Santo Antônio de Sardoá, o povoado surgiu nas proximidades de uma fazenda pertencente ao município de Virginópolis. As primeiras moradias construídas eram de pau-a-pique e utilizavam no alicerce o barro pedregoso 'toá', que deu nome ao município. Hoje, no centro da cidade, há uma igreja construída no mesmo local onde esteve a igreja de madeira original construída pelos primeiros moradores.
O povoado foi elevado a distrito com a denominação de Sardoá pela Lei Estadual nº 336 de 27 de dezembro de 1948, com terras desmembradas do distrito de Divino de Virginópolis (atual Divinolândia de Minas).
Já pela Lei Estadual nº 2.764 de 30 de dezembro de 1962, o distrito foi desmembrado de Virginópolis e elevado a município, sendo instalado de fato em 1 de março de 1963, data em que é comemorado o seu aniversário.

## Etimologia
O nome de Sardoá está ligado ao aparecimento de uma espécie de mineral de aspecto macio que tem o nome popular de "pedra mole", "toá", ou, na linguagem indígena, "Sardoá".

## Geografia
O relevo do município é bastante acidentado e o solo é raso em muitas áreas, o que aumenta riscos de deslizamentos de encostas. No fim de 2013, após fortes chuvas sobre todo o leste de Minas Gerais, um grande deslizamento na zona rural de Sardoá causou 6 mortes.
A sede do município é cortada pela BR-120.